# Dai (企業)
株式会社Dai（だい、英: Dai Corporation）は出版社としてスタートした企業であり、インターネットを中心にフランチャイズ事業、B2Bソリューション事業、メディア事業を展開している。
代表的なサービスとしては、フランチャイズ本部と独立起業を目指す個人や新規事業を検討する法人をつなぐ日本最大級の独立情報サイト「フランチャイズWEBリポート」や、BtoBのオンライン化にともないネットで卸売りサイトを運営するニーズに応える　B2Bの受発注を効率化するASPサービス「Bカート」がある。

## 沿革
- 1981年（昭和56年）7月 ‐ 「全国優良現金問屋情報」発刊
- 1994年（平成6年）9月 ‐ 株式会社大出版社設立
- 1997年（平成9年）10月 ‐ フランチャイズビデオリポート全38巻発売
- 1998年（平成10年） ‐ インターネット事業を開始
- 1999年（平成11年）10月 ‐ フランチャイズ専門誌「フランチャイズ・代理店開業特報」発刊
- 1999年（平成11年）11月 ‐ ビデオ「バイヤーの世界1」リリース
- 1999年（平成11年） ‐ 中国にて「ザ・バイヤー中国語版」発刊
- 2000年（平成12年）1月 ‐ 「フランチャイズ大事典」発行
- 2000年（平成12年） ‐ ビデオ「バイヤーの世界2」リリース
- 2000年（平成12年） ‐ 仕入れ問屋情報サイト「ザ・バイヤー」サービス開始
- 2002年（平成14年）2月 ‐ ビデオ「仕入れのためのインターネット」リリース
- 2002年（平成14年）4月 ‐ 仕入れ先検索サイト「B-tas」サービス開始
- 2004年（平成16年） ‐ フランチャイズに関する情報を総合的に扱うマッチングサイト「フランチャイズWEBリポート」サービス開始
- 2010年（平成22年）8月 ‐ 問屋専用カート「Bカート」専用サイト「bcart.jp」サービス開始
- 2011年（平成23年）6月 ‐ 代理店募集比較サイト「ビズマッチ」サービス開始
- 2012年（平成24年）4月 ‐ ASP型のサービスとして「BカートASP」を提供開始
- 2014年（平成26年）4月 ‐ 株式会社Daiに商号変更

## 主な運営サイト
- B-tas ‐ 仕入れ先卸先検索サイト
- ザ・バイヤー ‐ 仕入れ問屋情報サイト
- BカートASP ‐ B2Bの受発注を効率化するASPサービス
- フランチャイズWEBリポート ‐ フランチャイズ募集情報を総合的に扱うマッチングサイト
- ビズマッチ ‐ 代理店募集情報を総合的に扱うマッチングサイト

## いままでに発刊した出版物など
- 「全国優良現金問屋情報」
- フランチャイズビデオリポート 全38巻
- フランチャイズ・代理店開業特報
- ザ・バイヤー ‐ 約30年にわたり問屋・卸業界に特化した業界でも珍しい専門誌
- ザ・バイヤー中国語版
- フランチャイズ大事典
- バイヤーの世界1.2